# Leonel Borrela
Leonel António Jerónimo Borrela (São Clemente, Loulé, 22 de Fevereiro de 1955 - Lisboa, 13 de Maio de 2017), foi um artista plástico e historiador português.

## Biografia

### Nascimento e formação
Leonel Borrela nasceu na vila de Loulé, em 22 de Fevereiro de 1955. Frequentou a Universidade de Évora, onde se licenciou em história.

### Carreira artística e profissional
Destacou-se como pintor, tendo participado em mais de uma centena de exposições, em Portugal e no estrangeiro. Exerceu como delegado no núcleo das artes plásticas no Centro de Juventude de Beja, tendo feito a sua primeira exposição colectiva neste espaço. Em Setembro de 2007, participou na exposição O Amor Pelos Outros, no âmbito do Festival do Amor, em Beja. A sua obra encontra-se dispersa em várias colecções, tanto particulares como oficiais. Pintou principalmente em desenho e aguarela, tendo retratado principalmente o património e cenas pitorescas do Alentejo. Aquando do seu falecimento, tinha uma exposição conjunta com Costa Araújo e Flávio Horta na Pousada Convento de Beja. Em 1989, venceu o concurso para o desenho de um carimbo, no âmbito da primeira exposição filatélica dos Bombeiros de Beja. Foi uma das principais influências do artista plástico João Góis.
Viveu principalmente em Beja, onde foi responsável por diversos estudos sobre o património da região, destacando-se um trabalho sobre as Cartas Portuguesas de Mariana Alcoforado. Trabalhou durante mais de quarenta anos no Museu Regional de Beja. Durante cerca de vinte anos, estudou uma série de fortificações construídas ao longo do Rio Guadiana, na região do Alentejo. O seu interesse pela arqueologia iniciou-se ainda na juventude, tendo feito parte do Núcleo de Arqueologia aos dezoito anos. Trabalhou nas escavações da Villa Romana de Pisões, sob a coordenação do arqueólogo Fernando Nunes Ribeiro.

### Falecimento
Leonel Borrela faleceu na madrugada de 13 de Maio de 2017, no Hospital de São José, em Lisboa, aos 62 anos de idade. O funeral teve lugar no dia seguinte, em Beja. Alguns dias antes, tinha adoecido subitamente com um acidente vascular cerebral, que o deixou em estado em morte cerebral. Foi transportado de urgência para o Hospital de São José, onde foi submetido a uma intervenção cirúrgica no dia 11 de Maio, embora sem sucesso.

## Homenagens
Após o seu falecimento, foi homenageado pela Comunidade Intermunicipal do Baixo Alentejo, pelo seu trabalho na defesa do património alentejano. Em Maio de 2018, foi recordado durante o VIII Seminário Ibérico de Psicogerontologia, em Beja.